# Kálmán Konrád
Kálmán Konrád, auch bekannt als Konrád II, ungarisch Konrád Kálmán [ˈkaːlmaːn ˈkonraːd] (* 23. Mai 1896 in Palánka (dt. Plankenburg), Österreich-Ungarn, heute Bačka Palanka, Serbien; † 10. Mai 1980 in Stockholm) war ein ungarischer Fußballspieler und gilt als einer der feinsten Techniker seiner Zeit.

## Spielerkarriere

### Vereine
Konrád begann seine Karriere als Fußballspieler 18-jährig in Budapest beim Magyar Testgyakorlók Köre. Gemeinsam mit seinem Bruder Jenő Konrád avancierte er bald zu einem der Führungsspieler des ungarischen Serienmeisters. Unter großem medialen Aufsehen wurden die Brüder Konrád von Hugo Meisl nach Österreich zum Wiener Amateur-Sportverein gelotst. Die Dribblings von Kálmán Konrád prägten bald das technische Spiel der „Violetten“ und führten sie zum ersten Titelgewinn: dem Sieg im Cupfinale 1921 über den Wiener Sport-Club. Im Jahr darauf unterlagen sie im Finale dem Wiener AF mit 1:2. Unter der Spielführung von Kálmán Konrád gewannen die „Veilchen“ 1924 erstmals die Meisterschaft sowie bis 1926 auch dreimal den nationalen Pokal.
Im Frühjahr 1924 wechselten die Konrád-Zwillinge zum noblen Wiener Fußballverein First Vienna FC. In der Presse wurde ein Handgeld von 90 Millionen Kronen kolportiert – Jenö selbst leitete aber Untersuchungen ein, die ergaben, dass ein solch hoch bezifferter Betrag nie gezahlt worden sei. Das Gerücht war damit aus der Welt.
Zur Spielzeit 1925/26 wechselten beide zur Wiener Austria zurück, sein Bruder Jenö übernahm dort das Traineramt. Mit den „Violetten“ gewannen die Konráds den ersten Doublesieg in derer Vereinsgeschichte. Im Cup-Finale, ausgerechnet gegen First Vienna, erzielte Kálman das zwischenzeitliche und sehenswerte 3:1. Es war sein letztes Spiel im Trikot der Austria. Zur Vorbereitung auf die Saison 1926/27 plante die Austria eine zweiwöchige Tournee durch Rumänien, die „Konrád-Zwillinge“ reisten allerdings beide nicht mit. Aufgrund von Magenproblemen begab sich Kálman in ausländische Kur, sein Bruder Jenö dürfte hierbei bei ihm gewesen sein.
Im Juli 1926 wechselte Konrád II in die Vereinigten Staaten zu den Brooklyn Wanderers. Die Wechselpläne waren lange streng geheim. Der Abgang des „europamüden Konrád“ löste ein großes europäisches Medienecho und einen Skandal aus. Nathan Agar, der jüdische Manager der Wanderers-Profimannschaft kommentierte den Transfer als „the biggest deal of the year.“ Auch an Bruder Jenö zeigte der Verein wohl Interesse, die Verpflichtung scheiterte aber. Dem Vernehmen nach weil dieser in Wien bleiben wolle und zudem einen gültigen Vertrag beim FK Austria Wien besessen habe. Jenö Konrád, der davon schon frühzeitig wusste und auch weiterhin den Transfer seines Bruders verteidigte und ihn vor den Vereinsfunktionären und der Presse schützte, wurde in Wien entlassen.
Nach einem Jahr kehrte Kálman Konrád bereits nach Europa zurück und beendete seine Karriere bei seinem Stammverein MTK Budapest zum Saisonende 1928 ausklingen.

### Nationalmannschaft
Konrád bestritt von 1914 bis 1928 elf Länderspiele für die Nationalmannschaft Ungarns und erzielte zwei Tore. Sein Debüt in Wien am 8. November 1914 krönte er beim 2:1-Sieg über die Auswahl Österreichs mit seinem ersten Tor, dem Treffer zum 1:0 in der 59. Minute. Sein letztes Länderspiel bestritt er – neun Jahre nach seinem letzten Einsatz im Nationaltrikot – am 6. Mai 1928 beim 5:5-Unentschieden gegen die Auswahl Österreichs in Budapest.

## Trainerkarriere
Seine erste Trainerstation nahm er in Deutschland beim FC Bayern München wahr, den er von 1928 bis 1930 in der Bezirksliga Bayern, Gruppe Südbayern betreute. In der Saison 1928/29 gewann der FC Bayern unter Konrád die Südbayerische Meisterschaft und schied im Viertelfinale der Deutsche Fußballmeisterschaft gegen den Breslauer SC 08 in der Verlängerung aus.
In der Spielzeit 1929/30 verteidigte man die Südbayerische Meisterschaft mit 24:4 Punkten, dem besten Punktestand seit acht Jahren, und acht Punkten Vorsprung auf den Tabellenzweite SSV Jahn Regensburg.
Im Frühjahr 1930 wurde sein Vertrag verlängert, sein monatliches Gehalt belief sich auf 1.500 Reichsmark.
In der Finalrunde um die Teilnahme an der Deutsche Fußballmeisterschaft belegte der FC Bayern hinter Eintracht Frankfurt und der SpVgg Fürth den 3. Platz und qualifizierte sich somit nicht für die Endrunde.
Nur einige Monate später – im Sommer 1930 wurde Konrád in München entlassen und von Richard Kohn ersetzt.
In der Saison 1930/31 übernahm Kálman Konrád den FC Zürich.
Nach seiner einjährigen Anstellung in Zürich nahm Konrád bis Sommer 1933 kein Angebot an und kaufte in Berlin ein Lichtspielhaus sowie ein großes Anwesen, das er mit Ehefrau Gertrud bezog. Im Sommer 1933 übernahm Kálman Konrád den SK Slavia Prag, den er zwei Spielzeiten lang trainierte und mit dem er sowohl 1934 als auch 1935 die Meisterschaft gewann. In der Saison 1933/34 empfing am 12. Spieltag die Prager Slavia den Aufsteiger aus Brünn. Unter großem internationalem medialem Aufsehen kam es dabei zum erstmaligen Duell der Konrád-Brüder, denn Jenö hatte im Oktober 1933 den SK Židenice übernommen. Er musste sich mit einem 5:2 der Mannschaft von Bruder Kálman geschlagen geben.
Nach einjähriger Trainerabstinenz übernahm er in Rumänien den Hauptstadtverein Rapid Bukarest und führte ihn 1937 zum Pokalsieg; in der Meisterschaft erreichte er mit der Mannschaft den zweiten Platz. Im Jahr 1936 kehrt Bruder Jenö zu Ripensia Timișoara zurück. Wie bereits drei Jahre zuvor in der Tschechoslowakei kam es zum Duell der Brüder Konrád. Auch diesmal erweckte das Duell das Interesse der internationalen Sportpresse. Im Jahr 1936 kam es neben einer Niederlage in der Divizia A auch zum Ausscheiden im Cupa României, im Sechzehntelfinale unterlag der CFR Bukarest ausgerechnet der von Jenö Konrád trainierten Ripensia mit 2:3. Bruder Jenö gewann zu Saisonende übrigens beide Titel.
Im Jahr 1936 betreute Konrád zudem die Rumänische Fußballnationalmannschaft.
Von 1937 bis 1939 trainierte er in Brünn den dort ansässigen tschechoslowakischen SK Zidenice, mit dem er mit dem dritten Platz 1938 die beste Platzierung in der Meisterschaft erreichte.
1939 gelangte er nach Schweden, ein Land, das er schon zu Anfang der 1920er Jahre mit den Wiener Amateuren besucht hatte, in dem unter anderem mit Lajos Czeizler, Istvan Wampetits und József Nagy weitere ungarische Trainer an der Modernisierung des dortigen Fußballs beteiligt waren. Sein erster Verein war der Drittligist Örebro SK, den er 1941 in die zweithöchste Spielklasse führte und diese auch in der Folgesaison hielt. Fünf Spielzeiten lang, von 1942 bis 1947, trainierte er Åtvidabergs FF, mit dem er 1945 Zweitligameister wurde, jedoch im Qualifikationsspiel für die Allsvenskan gegen Djurgårdens IF mit 0:3 unterlag. Ab der Saison 1947/48 war er Trainer von Malmö FF, mit dem er 1949 und 1950 die Meisterschaft gewann. Mit Råå IF, dem Stadtteilverein aus Helsingborg, erreichte er in der Saison 1950/51 als Erstliganeuling einen vielbeachteten zweiten Platz hinter Malmö FF. Sein letzter Verein war die aus Linköping stammende Fußballabteilung des BK Derby, die er bis Saisonende 1954/55 betreute.

## Sonstiges
Während Bruder Jenö im Ersten Weltkrieg für das österreichisch-ungarische Militär sowohl als Soldat wie auch später als Offizier diente, blieb Kálman vom Militärdienst fern. In seiner Position als Offizier verfasste Jenö eigenhändig einen Brief an Kálman, in dem er ihn darum gebeten hatte, sich nicht freiwillig zum Kriegsdienst zu melden.
Kálman Konrád galt in seiner politischen Anschauung als konservativ.
Im Jahr 1929 heiratete er Gertrud, geb. Fröhlich, eine Cousine von Helene Weigel. Drei Jahre später kam der gemeinsame Sohn Peter in Berlin zur Welt, der von 1957 bis zu seinem Tod im Jahr 2020 in Stockholm lebte.
Kálman gehörte bis 1933 das Berliner Lichtspielhaus „Komet“, zudem bewohnte Konrád mit seiner Ehefrau Gertrud eine Villa nahe Berlin. Im Jahr 1933 wurde Konrád in Berlin bedroht und verkaufte das Kino an einen mutmaßlichen arischen Nachpächter.
Es wird vermutet, dass Konrád die Folgezeit bis Sommer 1933 im Anwesen von Bruder Jenö in Timișoara verbrachte.
Kálman Konrád arbeitete bis 1926 mit Bruder Jenö als Börsenmakler an der Wiener Börse. Als die „Konrád-Zwillinge“ genossen beide großes Ansehen und waren auf den „höchsten gesellschaftlchsten Veranstaltungen“ zu sehen. Hierzu zählte auch der Wiener Maskenball.
Kálmans Gesundheitszustand verschlechterte sich mit dem Tod von Bruder Jenö im Juli 1978. Wie Bekannte der Familie Konrád später berichteten, verkraftete Kálman den Verlust des „unzertrennlichen“ Bruders nie. Nur zwei Jahre nach dem Tod von Jenö starb Kálman Konrád am 10. Mai 1980 in Schweden, dreizehn Tage vor seinem 84. Geburtstag.
Kálman ließ sich 1957 mit Ehefrau Gertrud in Stockholm nieder und blieb dort bis zu seinem Tod sesshaft. Beide führten bis 1961 ein Lebensmittelgeschäft im Götgatsbacken in Stockholm und übernahmen später das Kaffee-Spezialgeschäft „Peterson“.
Seine Ehefrau Gertrud starb am 30. Mai 1997 im Alter von 89 Jahren und wurde auf dem Södra Judiska Begravningsplatsen in Block Q, Nr. 48-49 neben Kálman Konrád begraben.